# 소모뚜
소모뚜(버마어: စိုးမိုးသူ 소 모 뚜, 1975년~ )는 대한민국에서 활동 중인 미얀마 출신의 난민이다.

## 생애
1995년 3월 대한민국에 입국하여 2003년 대한민국 정부의 외국인 고용허가제 도입과 함께 실시된 미등록 이주노동자 단속에 반대하는 천막 농성에 참여한 뒤부터 외국인 노동자 인권 운동을 전개했다. 2004년 9월 버마행동 한국 소속 회원 8명과 함께 대한민국 정부에 난민 신청을 했으나 대한민국 법무부가 그의 난민 신청을 받아들이지 않자 소송을 제기했고 2011년 3월 3일 대법원 판결을 통해 난민으로 인정받았다.
2010년 12월 한국인권재단으로부터 인권홀씨상을 수상했으며 같은 해에 대한민국 국가인권위원회로부터 위원장 표창을 받았지만 현병철 위원장의 사퇴를 요구하는 뜻에서 거절했다. 2013년 동아일보와 LG가 주최한 동아 다문화상 개인 부문을 수상했다. 
그 밖에 이주노동자 방송국(MWTV) 대표와 기자 겸 PD, 오마이뉴스 기자, 미얀마 민주화 운동 단체인 버마행동 한국 총무 등을 역임하였으며 2003년 11월에 결성된 이주노동자 밴드 스탑 크랙 다운(Stop Crackdown) 멤버(리더, 보컬, 기타, 작곡 담당), 2011년 11월에 결성된 다문화 노래단 몽땅 멤버로 참여했다.